# Rejon kiejdański
Rejon kiejdański (lit. Kėdainių rajono savivaldybė) – rejon w centralnej Litwie.
Polacy stanowią 0,8% populacji (504 osób).